# Edwin Pearce Christy

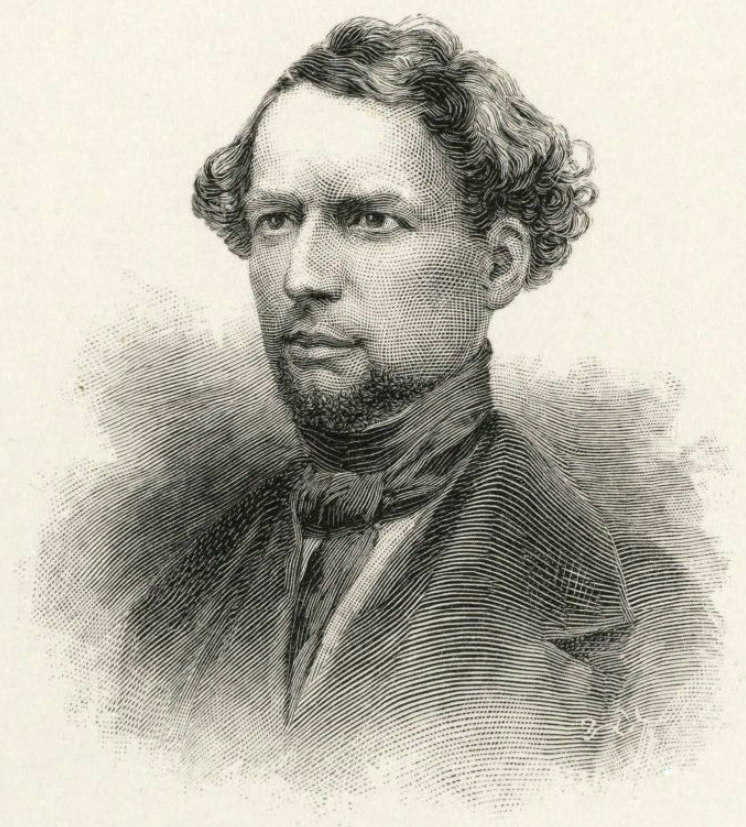
E. P. Christy

Edwin Pearce Christy, auch bekannt als E. P. Christy (* 28. November 1815 in Philadelphia, Pennsylvania; † 21. Mai 1862 in Manhattan, New York City, New York), war ein US-amerikanischer Komponist, Sänger, Schauspieler und Theaterproduzent. Er war Gründer der Blackface-Minstrel-Gruppe Christy’s Minstrels.

## Leben
Edwin Pearce Christy wurde am 28. November 1815 in Philadelphia als Sohn von Robert F. Christy und Ruth Wheaton geboren.
Christy begann seine Karriere als Minstrel in Buffalo. Dort war er ab 1836 Mitglied im Ensemble des von Edwin Dean geleiteten Eagle Street Theater. Zwischen 1843 und 1845 ging er auf Tournee durch das Hinterland des Staates New York. 1853 verfasste er wahrscheinlich das Lied The Yellow Rose of Texas. Im April 1846 begannen Christy und seine sechsköpfige Gruppe, im Polmer’s Opera House in New York City aufzutreten. Vom 15. Februar 1847 bis zum 15. Juli 1854 trat die Gruppe in der Mechanics’ Hall von New York City auf. Nach einem Auftritt bei einer Benefizveranstaltung für Stephen Foster in Cincinnati am 25. August 1847 spezialisierte sich die Gruppe auf dessen Werke. Foster verkaufte sein Lied Old Folks at Home an Christy zur exklusiven Nutzung.
1855 zog sich Christy von der Schauspielerei zurück.
Er betrieb die Theaterkette Christy’s Opera Houses in mehreren Städten. Der Name Christy’s Minstrels wurde stellvertretend für die Aufführung von Blackface-Minstrels.
Aus Angst vor finanziellen Rückschlägen aufgrund der Umwälzungen des Sezessionskrieges beging Christy durch einen Sturz aus dem Fenster seiner Wohnung in der 78 East Eighteenth Street östlich des Broadway Suizid. Sein Grab befindet sich auf dem Green-Wood Cemetery in Brooklyn. Sein mündliches Testament, das während eines Krankenhausaufenthalts gemacht wurde, wurde vom Gericht für nichtig erklärt, nachdem es feststellte, dass es außer der Person, die die Zeugenaussage machte, keine weiteren Zeugen gab. Der letzte Wille seiner Witwe, die 1881 starb, wurde angefochten.

## Film
- In der Filmbiografie Swanee River wird Christy von Al Jolson dargestellt.